# 秀水街道
秀水街道是位于中华人民共和国河南省信阳市固始县中心部位的一个街道，现为固始县治所。得名于境内的秀水公园，原为城郊乡的一部分。2012年原城郊乡一分为二，南半部分挂牌成立秀水街道。

## 行政区划
秀水街道现辖二里井、岳桥、日出东方、藕塘、八里松、隔夜、茶林场、三高、永和等9个社区居委会以及邓庙、大皮、郭岗、阳关、无量寺、五里等6个行政村。